# Giba
Pour les articles homonymes, voir Giba (homonymie).
Gilberto Amaury de Godoy Filho dit Giba est un joueur de volley-ball brésilien né le 23 décembre 1976 à Londrina (Paraná). Il mesure 1,94 m et joue réceptionneur-attaquant. Il totalise 319 sélections en équipe du Brésil. Il fut considéré comme l'un des meilleurs joueurs au monde, sinon le meilleur.
Il a souffert de la leucémie lorsqu'il était bébé, et il s'est gravement blessé au bras étant enfant. Il subit un contrôle antidopage positif au cannabis en 2002, ce qui lui causa une suspension.
Il est marié avec l'Italo-Roumaine Cristina Pirv, également volleyeuse. Ils ont une fille, prénommée Nicoll.
Le 12 août 2012, il annonce sa retraite internationale de l'équipe du Brésil après la finale des Jeux olympiques de Londres 2012 perdue contre la Russie.

## Clubs
| Club                  | Pays   | De        | À         |
| --------------------- | ------ | --------- | --------- |
| Chapecò São Caetano   | Brésil | 1996-1997 | 1996-1997 |
| Olympicus São Caetano | Brésil | 1997-1998 | 1997-1998 |
| Repot Nipomed         | Brésil | 1998-1999 | 1998-1999 |
| Minas Belo Horizonte  | Brésil | 1999-2000 | 1999-2000 |
| Estense Ferrare       | Italie | 2000-2001 | 2002-2003 |
| Bre Banca Cuneo       | Italie | 2003-2004 | 2006-2007 |
| Iskra Odintsovo       | Russie | 2007-2008 | 2008-2009 |
| Pinheiros São Paulo   | Brésil | 2009-2010 | …         |

## Palmarès

### Sélection nationale
- Jeux olympiques (1)
  - Vainqueur : 2004
  - Finaliste : 2008, 2012
- Championnat du monde (3)
  - Vainqueur : 2002, 2006 et 2010
- Coupe du monde (1)
  - Vainqueur : 2003
- Ligue mondiale (8)
  - Vainqueur : 2001, 2003, 2004, 2005, 2006, 2007, 2009, 2010
  - Finaliste : 2002

### Club
- Championnat d'Amérique du Sud (6)
  - Vainqueur : 1995, 1997, 1999, 2001, 2003, 2005
- Copa America (3)
  - Vainqueur : 1998, 1999, 2001
  - Finaliste : 2000, 2005
- World Grand Champions Cup (2)
  - Vainqueur : 1997, 2005
  - Finaliste : 2001
- Championnat de Russie
  - Finaliste : 2008, 2009
- Coppa Italia (1)
  - Vainqueur : 2006
  - Finaliste : 2004
- Supercoupe d'Italie
  - Perdant : 2004
- Championnat du Brésil (2)
  - Vainqueur : 2000, 2001